# チョスア・トゥイソヴァ
チョスア・トゥイソヴァ（Josua Tuisova、1994年2月4日 - ）は、トップ14・ラシン92に所属するラグビー選手。

## プロフィール
- フィジー・ボチュア出身。
- ポジションはウィング(WTB)、センター(CTB)。
- 身長 180cm、体重 108kg
- 兄のフィリポ・ナコシもラグビー選手[1](現・カストル・オランピック) 。
- フィジー代表キャップは14（2021年1月現在）で2019W杯のフィジー代表に選ばれた[2]。
- リオ五輪の7人制フィジー代表に選ばれ金メダル獲得[3]。
- バーバリアンズに選ばれたことがある[4]。

## 略歴
RCトゥーロンを経て、2019年、リヨンOUに加入。